# イラクリ・アザロヴィ
イラクリ・アザロヴィ（英語: Irakli Azarovi, グルジア語: ირაკლი აზაროვი、2002年2月21日 - ）は、ジョージアのサッカー選手。ポジションはディフェンダー。

## 経歴

### レッドスター・ベオグラード
2022年8月27日のセルビア・スーペルリーガ、FKヤヴォル・イヴァニツァ戦に出場しトップチームデビューを果たした。

### FCシャフタール・ドネツク
2023年8月22日、FCシャフタール・ドネツクに5年契約で完全移籍した。